# I. Henrik osztrák őrgróf
I. Henrik, melléknevén Erős Henrik (németül: Heinrich der Starke), (?, 965 – Würzburg, 1018. június 23.) osztrák őrgróf 994 és 1018 között.

## Élete
Henrik I. (Babenberg) Lipót fiaként született. Az uralkodása alatt, 996-ban született az az oklevél, ami elsőként említette Ausztriát, Ostarrîchi néven. Rezidenciáját Melkben rendezte be, és odavitette Stockeraui Szent Colman ereklyéit. Államának területét II. Szent Henrik megnövelte a Kamp folyóig, Morvaországig és a Bécsi-erdőig.
Házasságáról nem maradtak fenn adatok és az sem tisztázott, hogy utódja, Adalbert Henrik fia vagy esetleg a testvére volt.